# Fundación Alberto J. Roemmers
La Fundación Alberto J. Roemmers fue creada por Candelaria Wolter y sus hijos el 19 de junio de 1975.
Trabaja en apoyo a la investigación, la docencia y la divulgación científica en temas de salud. Además, organiza simposios, congresos y jornadas con expositores de todas partes del mundo.[cita requerida]

## Premios
Ha sido distinguida con diferentes premios:
- 1998: Premio Konex de Platino.[1]
- 1999: Fundación del Quemado Dr. Fortunato Benaim.[cita requerida]
- 1995: Rueda Rotaria del Rotary Club de Buenos Aires.
- 1991: Instituto de Investigaciones Bioquímicas Luis F. Leloir.[cita requerida]
- 1991: Sociedad Argentina de Pediatría.[cita requerida]
- 1980: Retorta de Oro de la Fundación Campomar.